# طوطی گلی زرشکی
طوطی گلی زرشکی یا طوطی دم‌پهن زرشکی (نام علمی: Platycercus elegans)، طوطی بومی شرق و جنوب شرقی استرالیا است که به نیوزیلند و جزیره نورفلک معرفی شده است. معمولاً در جنگل‌ها و باغ‌های کوهستانی یافت می‌شود، اما محدود به آن نیست. این گونه که اکنون وجود دارد، دو گونه مجزای پیشین را شامل می‌شود، طوطی دم‌پهن زرد و طوطی دم‌پهن آدلاید. مطالعات مولکولی نشان می‌دهد که یکی از سه نژاد قرمز رنگ، P. e. nigrescens، از نظر ژنتیکی متمایزتر است.
در سال ۱۹۴۱، هربرت کاندون پیشنهاد کرد که طوطی دم‌پهن زرد و طوطی دم‌پهن آدلاید به عنوان زیرگونه‌های طوطی دم‌پهن زرشکی مجدد طبقه‌بندی شوند.

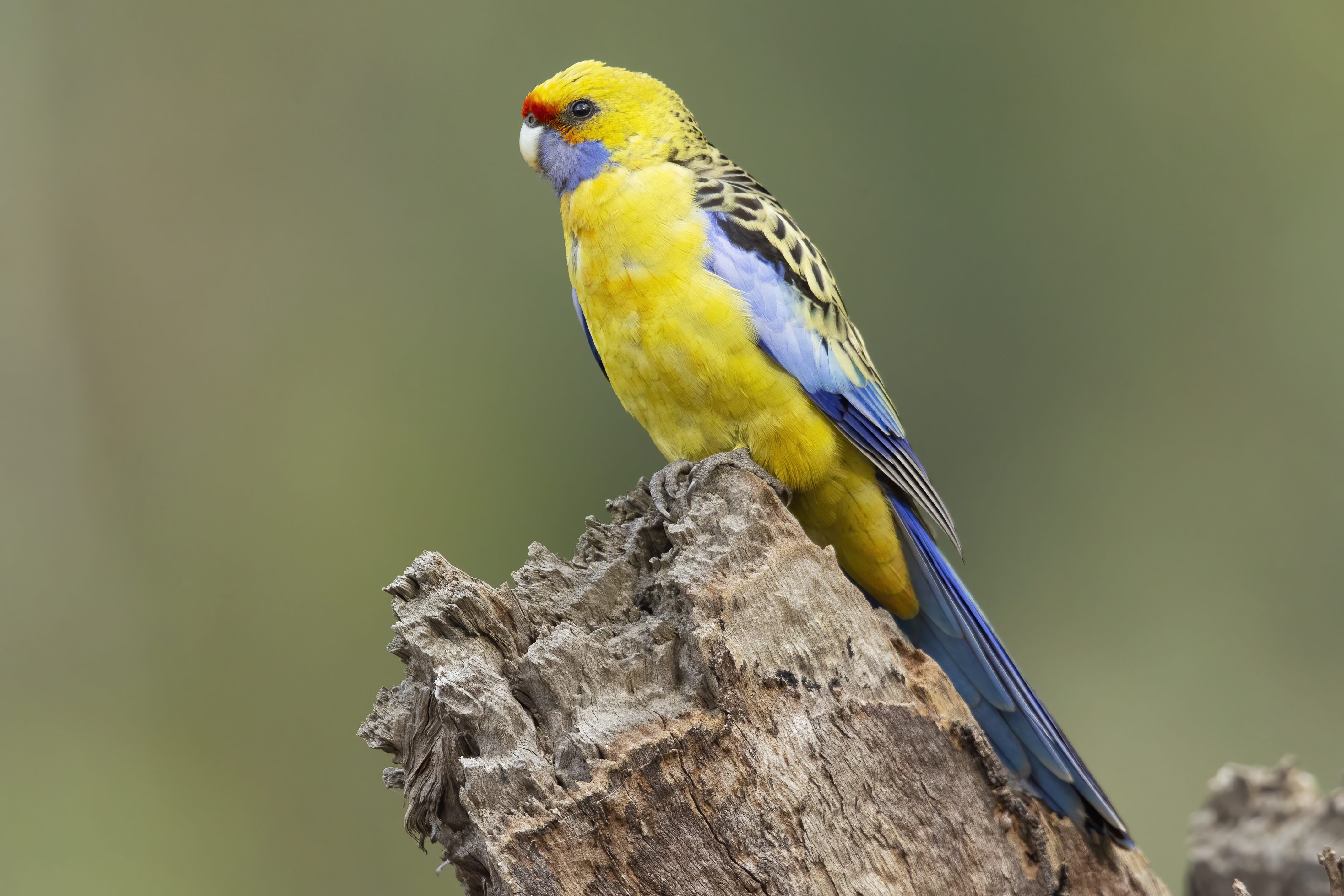
طوطی گلی زرد (Platycercus elegans flaveolus)

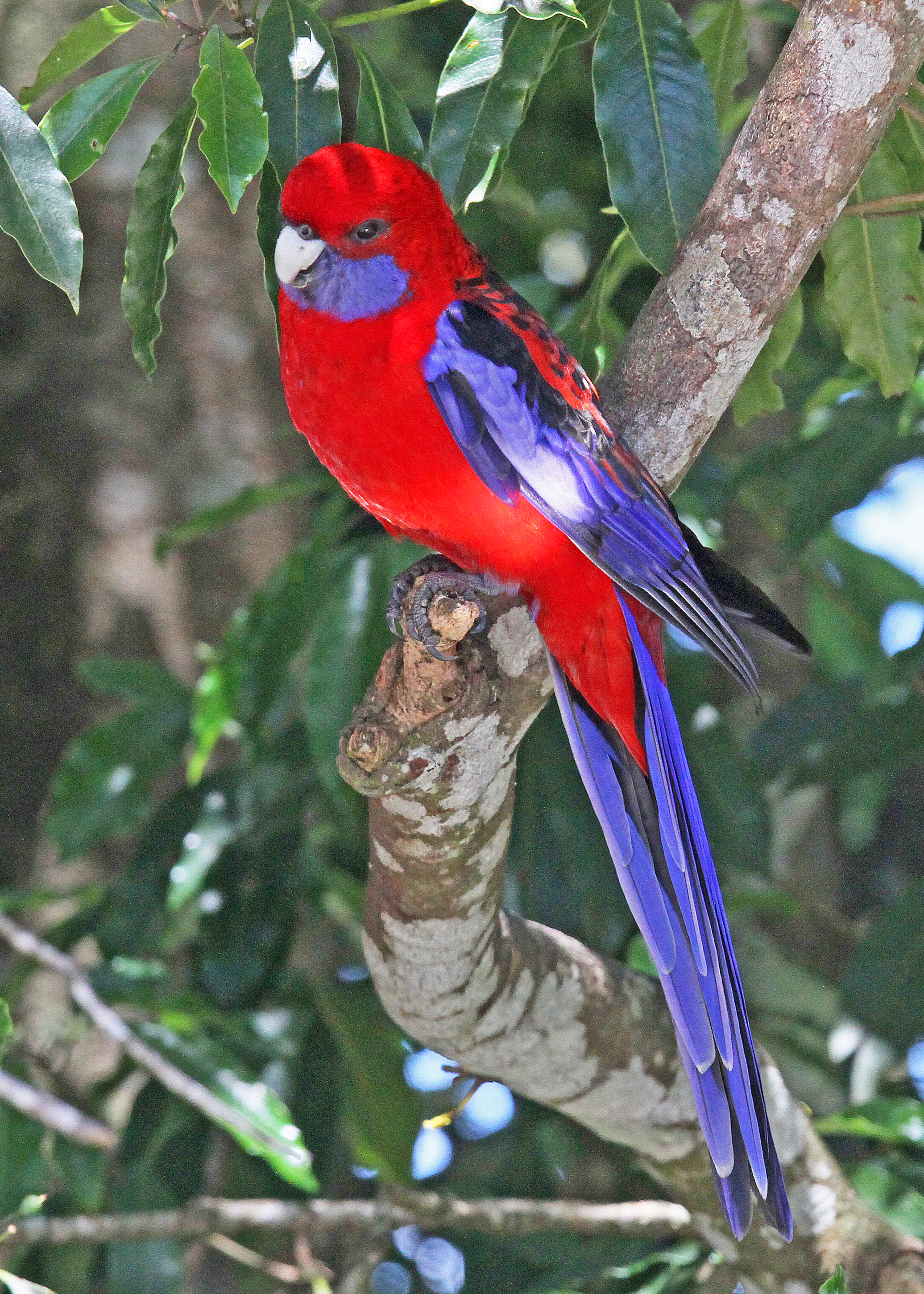
پارک ملی لمینگتون، کوئینزلند، استرالیا